# Раде Корда
Раде Корда, познат и као Раде Кордић, био је српски жандармеријски наредник и четнички војвода из Бијелог Поља током Другог свјетског рата. Након што је Муслиманска милиција Санџака спалила домове православаца у селу Годијево током Тринаестојулског устанка у Црној Гори, Корда се укључио у борбу са муслиманима. Постао је утицајни четнички командант у области Бијелог Поља и Сјенице, која се противила четничкој антикомунистичкој политици.
Корда је номинално био под четничком командантом из Нове Вароши и мајора Милоша Глишића до 1943. године, када је дошао под команду мајора Павла Ђуришића, али је у ствари био независни командант четничких снага из српских села између Бијелог Поља и Сјенице. Годијевски четнички одред, кога је успоставио Корда и којим је он командовао, бројао је 300—600 људи.